# Pipo Cipolatti
Hugo Cipolatti (Valentín Alsina, 4 de diciembre de 1959), conocido en los inicios de su carrera musical como Pipo Látex y posteriormente como Pipo Cipolatti, es un cantante, músico, compositor, humorista y guitarrista de rock argentino. Fue el líder de la banda de pop rock Los Twist, que formó junto a Daniel Melingo en 1982.

## Biografía

### Infancia y juventud
Hugo Cipolatti nació en la localidad de Valentín Alsina, partido de Lanús, al sur del Gran Buenos Aires, hijo único de Rodolfo Cipolatti, un instructor de judo, posteriormente policía, y María Rosa, un ama de casa. Años después, su familia se muda al barrio de Parque Patricios. Cursó estudios secundarios en el colegio Ingeniero Huergo y en el Alejandro Volta, y se recibió de Electrotécnico con las mejores calificaciones. Realizó el Servicio Militar Obligatorio en la Banda de Música del Regimiento 24 de Infantería de Río Gallegos, donde tocó el tambor militar. Por ese entonces integraba el grupo “La Aguja”, que animaba 
casamientos.

### Trayectoria junto a Los Twist
Cipolatti formó varios grupos musicales como "La Sardina Delirante", "Epitafio" (grupo con el que recuerda haber debutado musicalmente en una iglesia de Villa Luro) y "Los Pipos" (junto a Rafael Bini), hasta que en 1982 conoció a Daniel Melingo.
El 30 de abril de 1982 se forma Los Twist a partir de una propuesta de Daniel Melingo (por entonces saxofonista de Los Abuelos de la Nada), quien se une a Pipo Cipolatti. Los primeros miembros fueron Gonzalo Palacios, Eduardo Cano, Leo Romano y una jovencita que surgía en la escena del rock argentino, la cantante Fabiana Cantilo. Entre sus éxitos a lo largo de los años destacaron: 25 estrellas de oro, Pensé que se trataba de cieguitos, Ricardo Rubén, Twist de los Narcisos, Twist de Luis, Cleopatra, la Reina del twist y El estudiante, entre otros.
Desde 1982 hasta fines de 1984 parte de la vanguardia musical solía presentarse en el "Café Einstein" de Buenos Aires, local comandado por Omar Chabán, Helmut Zieger y Sergio Aisenstein, y donde tocaron Soda Stereo, Los Twist y Sumo, entre otros

No sólo lo inauguramos [se refiere al pub "Einstein"] junto con Sumo, antes lo pintamos e hicimos hasta la instalación eléctrica. El eslogan era: "cene, baile y diviértase en el Einstein con Sumo y Los Twist". Ensayábamos ahí, en una especie de sótano todo sucio. 

Lo bueno del Einstein es que duró poco, entonces no llegó a desvanecerse o desdibujarse, como pasó con otros lugares que terminaron aburriendo. Duró poco y en un momento muy clave, en 1983, hacia fines del proceso militar, un momento jodido porque la noche estaba dura y cerraban muchos lugares. Pero el microclima del Einstein era bastante sano, había la misma cantidad de gente adicta que en la Bolsa de Comercio o en Casa de Gobierno, pero vestidos más pintorescos. Ahora hay demasiada gente haciéndose la rara. 
Todos los martes cocinaba Omar Chabán, que preparaba una olla popular, y había sesiones con Luca Prodan, Diego Arnedo, Daniel Melingo y yo, haciendo temas de Dean Martin y Bob Marley. Son ráfagas inolvidables... 

Los allanamientos también, eran muy lindos... Me acuerdo de que el día del estreno de Cieguitos, me llevaron "por gracioso" en medio de la canción.

También formó parte de efímeras bandas como la Ray Milland Band y la Agrupación Parisi (jazz y swing) destacadas por su atípico sonido.

### Televisión y otros proyectos musicales
En 1991 Pipo comenzó a trabajar en televisión para el programa La TV ataca, donde aparecieron varios de sus personajes: Sandor (el Hombre Mosca Paraguayo), el Enano Garrison, el Payaso Almíbar, el coronel Canosa, Céspedes, la Larva y Barreiro, de las Academias Artísticas Aranda.
Con la repercusión que tuvo esta sección y el éxito del tema El estudiante, de Los Twist, Telefé le ofreció a Pipo tener su propio programa: "Boro Boro", con nombre sacado de uno de los temas de Los Twists. Comenzó en 1993, y fue sacado del aire al poco tiempo. Tuvo las participaciones de Fabiana Cantilo, Carolina Peleritti y Nathán Pinzón, en el rol de "Nathanás".
Desde 1996 se anuncia la inminente aparición del disco Cerebrus: La obra imposible, que habrían grabado juntos Pipo Cipolatti y Charly García. Durante esta época Cipolatti era un invitado recurrente en los shows de García. Tal es así, que la única canción del dúo editada hasta el momento es "Poseidón", registrada en directo durante la presentación de García en la Quinta de Olivos: “Charly & Charly - En vivo en Olivos”, en 1999.
En el año 1997 se destaca como notero y realiza los móviles exteriores de Titanes en el Ring, investigando (dentro de la ficción del programa) las andanzas de un excéntrico malhechor conocido como "Doctor Cerebrus".
En el año 1998 participó del programa cómico Rompeportones, donde actuaba en diferentes sketchs. Uno de los más recordados era "El novio de la nena", en el que Pipo interpretaba al novio de Sabrina Olmedo. Emilio Disi y Ana Acosta eran los padres de la nena; Emilio siempre desconfiaba e increpaba a Pipo, y este respondía con altura, demostrando sus buenas intenciones para con la muchacha, notándose su buena educación, su cultura y su inteligencia. Pipo siempre citaba como filósofo, estudioso y ejemplo histórico a "Sullivan", que formaba parte de sus gags. Otros sketches recordados fueron "El Hospital" (donde interpretaba a un enfermero), "La Comisaría" (encarnando al agente "Linares") y "Actualidad Caliente", donde él mismo presentaba un noticiero."
En 2002, fue presentador del programa infantil de música Super Pop Kids en Canal 7.
En 2004 ocurre el suicidio de la madre de sus hijos, además de que es detenido por tenencia de drogas.
En 2007 Cipolatti graba con producción de Peter Ostra en la ciudad de La Plata un simple con dos canciones: "Soy inocente" y "Roberto Carlos". El show es presentado con el nombre de "Pipo Cipolatti vuelve por La Plata". En ese año protagonizó un incidente con el hijo de Charly García, Migue García, al ser agredido por este en un confuso hecho. También compuso el tema "Acá hay verano", utilizado en la publicidad de la compañía de celulares Claro y realizó presentaciones junto a Los Twist acompañado por la voz de Mavi Díaz, exlíder de Viuda e hijas de Roque Enroll. 
En 2009 comienza a bocetar un disco con canciones en italiano.
El 22 de febrero de 2010 se casa con Chiara Di Bella en la iglesia San Antonio de Padua, de Parque Patricios (barrio de su infancia). Además de lanzar Cipolattissimo Vol.2, producido nuevamente por Peter Ostra. El simple incluye "Giramondo" y "Lo studente". Los Shabatones, una agrupación de ska-jasídico acompañan musicalmente al líder de Los Twist. Sólo se fabrican 300 copias que contienen número de serie y llevan la firma de Pipo, el material se vuelve rápidamente de culto. Se inaugura una nueva forma de comercialización: "la venta pública" en la que el propio Cipolatti, bebiendo Chianti y comiendo spaghettis en un bar, los vende y firma en persona.
En noviembre del 2012 publica en colaboración con José Retik el libro "PIPO CIPOLATTI, LO QUE NUNCA SE DIJO" (Distal Libros) con gran repercusión en los medios. Desde ese año Cipolatti participa esporádicamente de la sección 'Hablemos sin saber', del programa Peligro: Sin codificar como panelista invitado, conduce un programa de radio en una FM uruguaya, continúa realizando shows junto a sus músicos (la actual formación de la banda) en el interior del país y en eventos especiales, está escribiendo un nuevo libro y dirigiendo un equipo de fútbol infantil como pasatiempo.
En diciembre de 2017 se estrena en formato multiplataforma la serie documental "La Locura en Argentina". Cipolatti abre y cierra cada episodio con una actuación que remite a Rod Serling en The Twilight Zone. El ciclo contó con el auspicio de la Universidad Nacional de La Plata y el Colegio de Psicólogos de Quilmes. Actualmente puede verse en Youtube.

## Discografía

### Con Los Twist
Los Twist, con distintas formaciones (Cipolatti en todas ellas), edita seis discos:
- La dicha en movimiento (1983)
- Cachetazo al vicio (1984)
- La máquina del tiempo (1985)
- Cataratas musicales (1991)
- El cinco en la espalda (1994)
- Explosivo 96 (1996)

### Como solista
- Cipolattissimo volumen 1 (simple, 2010)
- Cipolattissimo volumen 2 (simple, 2011)

## Filmografía
- 2018: Shembo, el esclavo del mal, actor
- 2017: La locura en Argentina, presentador
- 2007: Rompenieblas, una historia de psicoanálisis y dictadura, música original
- 2002: Super Pop Kids, conductor
- 2001: Micaela, una película mágica, relatos y musicalización
- 1999: El chevrolé, actor
- 1998: Rompeportones, actor
- 1997: Noche de ronda, actor
- 1993: Boro Boro, conductor
- 1991: La TV ataca, animador
- 1984: Operación Norte (cortometraje -7 minutos-), libro y guion junto a Cano
- 1984: De cuarta (telecomedia)